# Migas

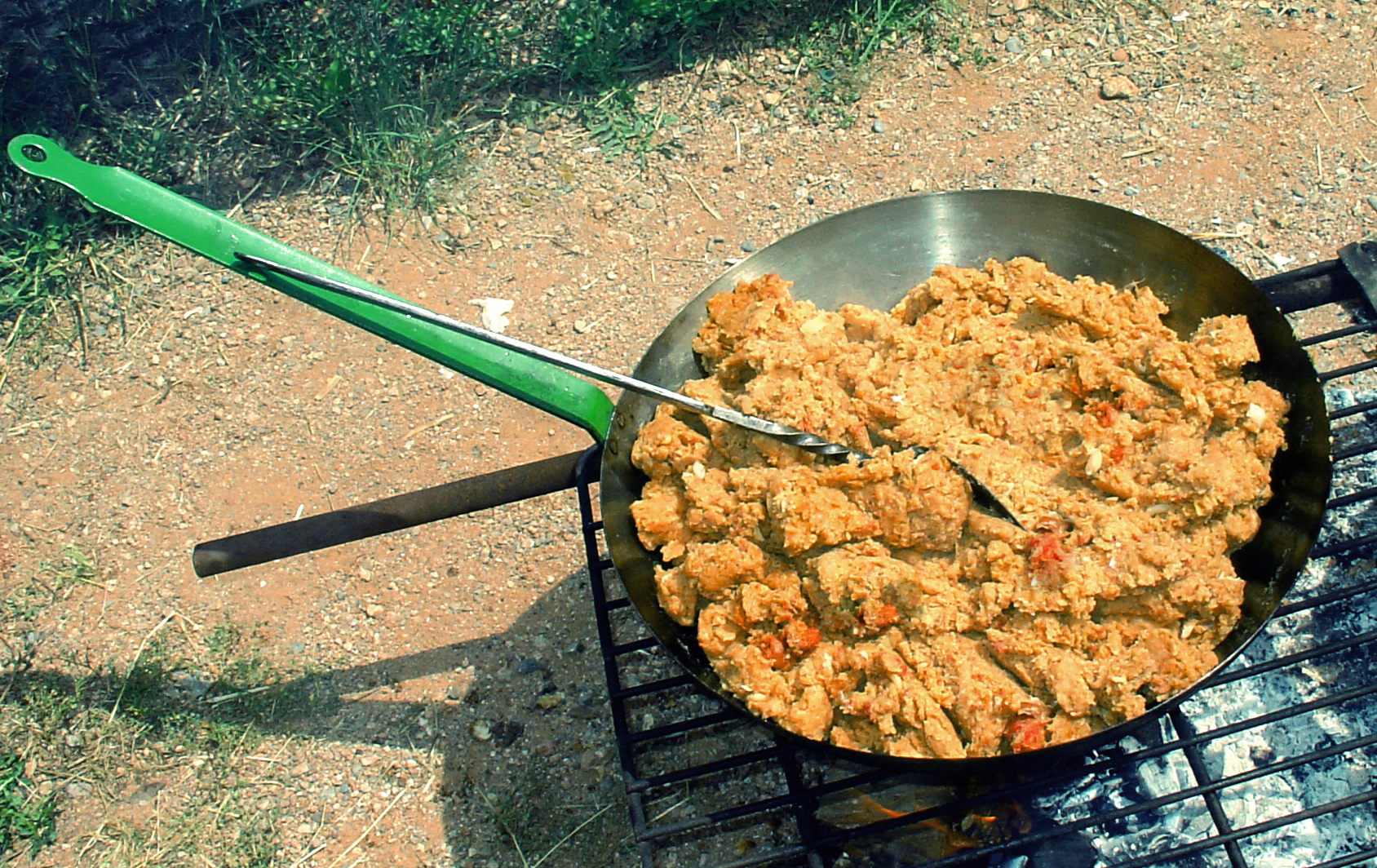
Miques andaluses

Les migas o miques (denominació en valencià) també conegudes com a migues de pastor, són un plat típic en el qual s'aprofiten les sobres del pa dur, tot i que també es fan de farina. Són típiques de gran part de la península Ibèrica. Les miques són semblants al cuscús àrab, i es diferencien dels menjars àrabs i jueus perquè s'afegeix porc al plat.
Als darrers anys s'ha imposat el mot migas malgrat haver-hi la denominació valenciana miques (trossos menuts, fer miques). Les miques són també un plat autènticament valencià típic de les comarques interiors i de muntanya.

## Variants amb pa
En la seua versió més simple, el plat consisteix a sofregir all i oli d'oliva amb els trossos de pa dur, prèviament humitejats en aigua, fins que queden daurats. Entre les miques salades és típic posar-hi ous fregits, cansalada, xoriço fregit, pebrots fregits, sardines, cogombre, botifarra negra, salsitxes, etc.
Essent un plat tradicional, hi ha moltes variants en funció de la zona. En alguns llocs s'hi afegeix safrà per donar color a la barreja, en d'altres el que predomina és el porc, mentre que en altres zones el pa no s'humiteja.
A Terol es fan les migas de Teruel, de preparació senzilla. Es preparen amb pa sec trossejat molt finament i deixat a remullar en aigua amb sal. El pa es fregeix l'endemà amb oli molt calent i alls, donant-li voltes contínuament perquè no s'enganxe a la paella. Es mengen amb uns pocs trossets de pernil o xoriço i raïm per refrescar el plat.
A la zona de Castella - la Manxa es fan les migas manchegas, més elaborades. Els ingredients son pa, alls, pebrot roig sec, xoriço, panceta, oli d'oliva, aigua i sal. El pa es talla molt fi i allargat i es deixa a remullar la nit abans en aigua amb alls i sal, cobrint el tot amb un drap de cuina perquè no quede sec per fora. Preparar aquestes miques és un autèntic art.
A Extremadura les migas extremeñas es preparen d'una forma molt semblant però afegint-hi pebre roig dolç, una altra recepta similar són les migas de Cáceres.

## Variants sense pa
Hi han formes de preparar les migas substituint el pa amb farina. Aquesta forma de fer les migas és pràcticament idèntica a la preparació del plat conegut com a gachas.
Migas murcianes: A la zona de Múrcia, és típic fer-les amb farina, aigua, oli d'oliva, all, nyores i sal. Normalment se'ls hi afegeix raïm, aigua, llonganissa, salsitxa o botifarra de sang, ans que es poden menjar tal com són. També es coneixen amb el nom de migas con tropezones a Llorca i Totana.
Les migas d'Almeria es poden fer amb farina de blat
o amb sémola. Es mengen amb pebrots verds fregits, olives i sardines.
A Andalusia també hi ha un plat que s'anomena gachas migas o gachamiga malgrat que no hi hagi engrunes de pa en els ingredients. Es prepara amb creïlles tallades molt fines sofregides en oli d'oliva. Mentre couen s'afegeix una barreja de farina, sal i aigua. Es continua fregint fins que es torne dura, tot seguit se'l gira i es fregeix de l'altra banda fins que quede daurada com si fora una truita de creïlla sense ou. Aquest plat s'acompanya normalment amb xoriço, botifarra de sang, pebrots o sardines.